# México en el Festival de la OTI
México se hace notorio por primera vez en el Festival de la OTI en su segunda edición celebrada en Belo Horizonte en 1973, obteniendo el primer lugar con el tema de Sergio Esquivel «Qué alegre va María», interpretado por Imelda Miller; ello tras haber sido descalificados en la primera edición de 1972 por presentar un tema de corte político llamado «Yo no voy a
la guerra», interpretado por Alberto Ángel “El Cuervo”. México ha quedado un total de cinco veces en 3.ª posición, dos ocasiones en 2.º lugar y en seis ocasiones se ha llevado la corona del Festival.
Televisa, registra la mayor cantidad de triunfos en la historia del certamen, seis en total (al igual que España). El primero de ellos, como dijimos, fue en 1973; posteriormente, en 1975, en el cuarto festival celebrado en San Juan, Puerto Rico, consigue un nuevo triunfo de la mano de Gualberto Castro y «La felicidad», compuesta por Felipe Gil, superando a España, que corría favorito. Diez años después, en la edición de 1985 celebrada en Sevilla, México volvió a salir triunfante con el tema «El fandango aquí», del compositor Marcial Alejandro, con arreglos de Eduardo Magallanes, y la dirección de orquesta de Chucho Ferrer, interpretado por la cantante de raíz folclórica Eugenia León, dos días después del terremoto de 1985. En esta edición, la votación había terminado en un triple empate entre México, Ecuador y Argentina, empate que el jurado acabó resolviendo a favor de México.
Posteriormente, en 1989, en Miami, Analí lograba la cuarta victoria azteca con el tema «Una canción no es suficiente». Y en un hecho inédito, en 1990 México volvía a dar la campanada con la interpretación del romántico tema «Un bolero» en la voz de Carlos Cuevas, en Las Vegas. Finalmente, en 1997, Iridian lograría el sexto y último triunfo mexicano en Lima, con «Se diga lo que se diga».
A su vez, México albergó el festival en otras seis ocasiones. La primera de ellas, en el Teatro Juan Ruiz de Alarcón de Acapulco en 1974, por haber sido vencedores de la edición de la OTI del año anterior. Fueron presentadores Lolita Ayala y Raúl Velasco, en una escenografía en la que primaban los tonos derivados del azul, con varios círculos en colores azules pálidos, luego la orquesta en sobre nivel y, delante de ella, la zona de interpretación y de los presentadores a un costado. Posteriormente, en 1976, se repite el mismo escenario por haber vencido en la edición de 1975. En esta ocasión, el festival, que tuvo por presentadores a Susana Dosamantes y Raúl Velasco, tuvo como escenografía un fondo celeste liso, y delante de este la orquesta y luego los intérpretes.
En 1981 el Auditorio Nacional de la Ciudad de México albergó el festival. Presentó una escenografía muy similar a la de 1976, con la salvedad de que los músicos de la orquesta se hallaban a distintos niveles y sobre ellos, en el nivel más alto, el intérprete. El escenario se repetiría en 1984, con un cambio en la escenografía: distintos tonos de azul y verde, un letrero luminoso con el logo OTI 84, delante de este la orquesta en niveles escalonados y luego la zona de interpretación.
Finalmente, tanto en 1991 como en 2000, el escenario fue el Centro de Convenciones de Acapulco, y en ambos eventos la escenografía fue similar: tonos oscuros y juegos de luces, la orquesta de fondo, delante de ella los intérpretes, y a un costado la zona de presentadores.

## Participaciones de México en el Festival de la OTI
| Año  | Sede             | Artista                   | Canción                      | Autor/Compositor                    | Director orquesta       | Posición      | Puntos        |
| ---- | ---------------- | ------------------------- | ---------------------------- | ----------------------------------- | ----------------------- | ------------- | ------------- |
| 2000 | Acapulco         | Natalia Sosa              | Mi vida                      | Gerardo Flores                      | Nando Hernández         | 3             |               |
| 1998 | San José         | Fernando Ibarra           | Voy a volverme loco          | Gerardo Flores                      | Nando Hernández         | Fin.          |               |
| 1997 | Lima             | Iridián                   | Se diga lo que se diga       | F, Curiel/J. M. Fernández           | Pedro Alberto Cárdenas  | 1             |               |
| 1996 | Quito            | Sergio Arzate             | Del piso a la nube           | Kiko Campos/Fernando Riba           |                         |               |               |
| 1995 | San Bernardino   | Sayeg                     | Cantos distintos             | Sayeg                               |                         | F             |               |
| 1994 | Valencia         | Fuga de Goya              | Rompe el cristal             | Lenin Rojo/Carlos Muñoz             |                         | 5             | 9             |
| 1993 | Valencia         | Magdalena Zárate          | Siempre a medias             | José Manuel Fernández               | Alberto Núñez           | 2             |               |
| 1992 | Valencia         | Arturo Vargas             | Enamorado de la vida         | Massías/José Luis Almada            | José Martínez           | -             |               |
| 1991 | Acapulco         | Rodolfo Muñiz             | Barrio Viejo                 | S. Esquivel                         | Chucho Ferrer           | 3             |               |
| 1990 | Las Vegas        | Carlos Cuevas             | Un bolero                    | F. Curiel/P. A. Cárdenas            | Pedro Alberto Cárdenas  | 1             |               |
| 1989 | Miami            | Analí                     | Una canción no es suficiente | Jesús Monarrez                      | Jesús Medel             | 1             |               |
| 1988 | Buenos Aires     | María del Sol             | Contigo y con el mundo       | Luna./Frías.                        | Jesús Medel             | 5             | 14            |
| 1987 | Lisboa           | Ana Gabriel               | Ay amor                      | Ana Gabriel                         | Chucho Ferrer           | 3             |               |
| 1986 | Santiago         | Prisma                    | De color de rosa             | Prisma                              | Julio Jaramillo         | 2             |               |
| 1985 | Sevilla          | Eugenia León              | El fandango aquí             | Marcial Alejandro                   | Chucho Ferrer           | 1             |               |
| 1984 | Ciudad de México | Yuri                      | Tiempos mejores              | Sergio Andrade                      | Sergio Andrade          | 3             |               |
| 1983 | Washington D. C. | María Medina              | Compás de espera             | Amparo Rubín                        | Chucho Ferrer           | 10            | 54            |
| 1982 | Lima             | Enrique Guzmán            | Con y por amor               | Mario Molina Montes/Chamín Correa   | Julio Jaramillo         | 4             | 22            |
| 1981 | Ciudad de México | Yoshio                    | Lo que pasó pasó             | Felipe Gil                          | Chucho Ferrer           | 3             | 22            |
| 1980 | Buenos Aires     | José Roberto              | Solo te amo a ti             | José Roberto                        | Javier Macías Cervantes | 8             | 21            |
| 1979 | Caracas          | Estela Núñez              | Vivir sin ti                 | Roberto Robles / Eduardo Magallanes | Eduardo Magallanes      | 8             | 18            |
| 1978 | Santiago         | Lupita D'Alessio          | Como tú                      | Lolita de la Colina                 | Chucho Ferrer           | 3             | 44            |
| 1977 | Madrid           | José María Napoleón       | Hombre                       | José María Napoleón                 | Jonathan Zarzosa        | 16            | 0             |
| 1976 | Acapulco         | Gilberto Valenzuela       | De que te quiero, te quiero  | Rubén Fuentes / Eduardo Magallanes  | Eduardo Magallanes      | 6             | 8             |
| 1975 | San Juan         | Gualberto Castro          | La felicidad                 | Felipe GIl                          | Chucho Ferrer           | 1             | 20            |
| 1974 | Acapulco         | Enrique Cáceres           | Quijote                      | Roberto Cantoral                    |                         | 10            | 3             |
| 1973 | Belo Horizonte   | Imelda Miller             | Qué alegre va María          | Celia Bonfil                        | Chucho Ferrer           | 1             | 17            |
| 1972 | Madrid           | Alberto Ángel «El Cuervo» | Yo no voy a la guerra        | Roberto Cantoral                    | Descalificado           | Descalificado | Descalificado |

## Festivales organizados en México
| Edición  | Ciudad sede      | Localización                               | Presentandores                                                                        |
| -------- | ---------------- | ------------------------------------------ | ------------------------------------------------------------------------------------- |
| OTI 1974 | Acapulco         | Teatro Juan Ruiz de Alarcón                | Lolita Ayala y Raúl Velasco                                                           |
| OTI 1976 | Acapulco         | Teatro Juan Ruiz de Alarcón                | Susana Dosamantes y Raúl Velasco                                                      |
| OTI 1981 | Ciudad de México | Auditorio Nacional                         | Raúl Velasco                                                                          |
| OTI 1984 | Ciudad de México | Auditorio Nacional                         | Raúl Velasco                                                                          |
| OTI 1991 | Acapulco         | Centro de Convenciones (Salón Teotihuacán) | Gloria Calzada, Rebecca de Alba, Eduardo Capetillo (semifinal) y Raúl Velasco (final) |
| OTI 2000 | Acapulco         | Centro de Convenciones (Salón Teotihuacán) | Andrea Legarreta, Gabriela Spanic, Otto Sirgo y Emmanuel                              |